# Pirata trepidus
Pirata trepidus este o specie de păianjeni din genul Pirata, familia Lycosidae, descrisă de Roewer, 1960.
Este endemică în Namibia. Conform Catalogue of Life specia Pirata trepidus nu are subspecii cunoscute.